# Rađa Al Gurg
Rađa Al Gurg je biznismenka koja živi u Dubaiju (Ujedinjeni arapski emirati).
Rađa Easa Al Gurg je predsedavajuća konglomerata Easa Saleh Al Gurg grupe i članica odbora privredne i industrijske komore Dubaija. Al Gurg se nalazi na 28. mestu liste najuspešnijih arapkinja koju je radio Gulf biznis magazin 2018. godine. Bila je najuspešnija biznismenka Forbsove liste vezane za Bliski istok iz 2017. godine. Forbsovoj listi „100 najmoćnijih arapskih biznismenki u 2017. godini” bila je treća. Al Gurg se  od 2020. godine nalazi na 89. mestu Forbsove liste najmoćnijih žena sveta.

## Obrazovanje i priznanja
Rađa Al Gurg je diplomirala 1977. godine na Kuvajskom univerzitetu sa diplomom iz Engleske književnosti. Bila je direktorka Zabelske srednje škole za devojčice od 1978. do 1989. godine. 
Al Gurg je 1989. godine postala članica izvršnog odbora Esa Saleh Al Gurg Grupe i trenutno je predsedavajuća te kompanije. Septembra 2003. godine, Al Gurg je (zajedno sa Šeikom Lubna Al-Kasimom) vodila delegaciju Dubaiskih biznismenki na Arapski Ekonomski forum u Sjedinjenim Američkim državama.
U decembru 2019. godine, objavila je svoju autobiografiju, „Rađa Al Gurg - autobiografija” čime je postala prva biznismenka iz Emirata koja je to uradila. Forbs ju je stavio na treće mesto svoje liste „100 najmoćnijih arapskih žena”. 18 žena iz Ujedinjenih Arapskih Emirata je ove godine dospelo na listu, a odmah za njima je Egipat sa 16 biznismenki.

## Ostale pozicije
Pored pozicije u Esa Saleh Al Gurg Grupi, ona je na važnim pozicijama i u drugim kompanijama i organizacijama.
Marta 2020. godine, Nacionalna banka Fujairajha ju je postavila za zamenicu predsednika izvršnog odbora. Ovu poziciju je nasledila od svog oca, Easa Saleh Al Gurga.Predsednica je Dubajskog veća biznismenki i glavnog odbora Dubai Healthcare Citi Authoriti; Zamenik predsednika Upravnog odbora Univerziteta za medicinu i zdravstvene nauke Mohamed Bin Rašid; Članica odbora Trgovačko- idustrijske komore Dubaija (DCCI) i Udruženja žena Dubaija. 
Rađa Al Gurg je prva žena iz Emirata koja je postala članica izvršnog odbora HSBC Banke Bliskog istoka i odbora HSBC Banke Bliskog istoka. Članica je savetodavnog odbora Kouts banke Škotske grupe, upravnog saveta „Mohameda Bin Rashid Al Maktoum Global Initiatives” - jedne od najvećih razvojnih i društvenih organizacija Bliskog istoka.Ona je nagrađena počasnim doktoratom Kraljičinog univerziteta Belfast za doprinos biznisu i trgovini.